# Лидице

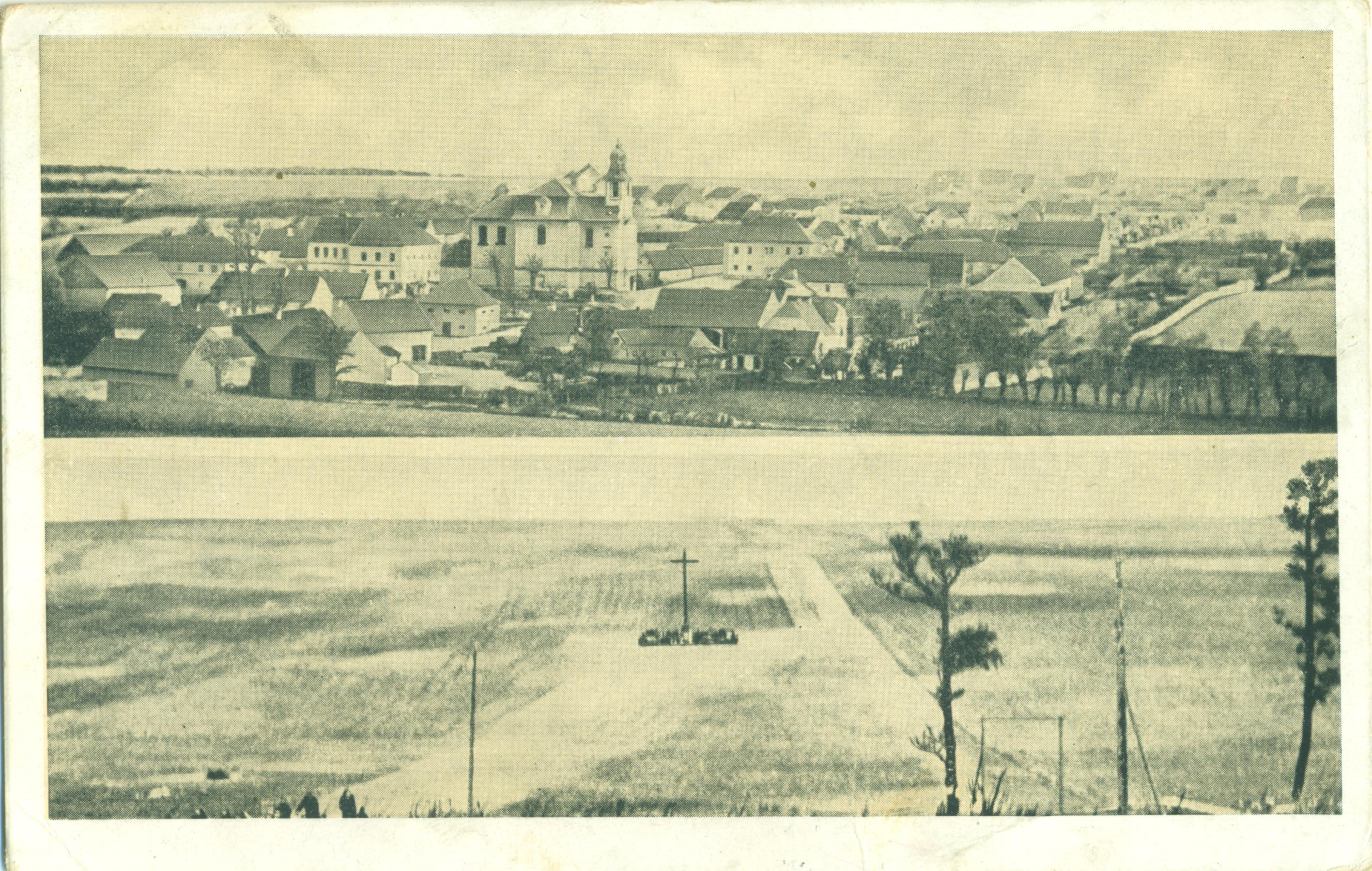
Лидице - до и после уничтожения

Ли́дице (чеш. Lidice, нем. Liditz) — шахтёрский посёлок в Чехии, в 20 км к западу от Праги и к юго-востоку от города Кладно. Посёлок известен в связи с его уничтожением немецкими властями, произошедшим 10 июня 1942 года в отместку за убийство Рейнхарда Гейдриха, протектора Богемии и Моравии, совершённое 27 мая 1942 в Праге. По указу группенфюрера СС Карла Германа Франка, начальника СС и полиции Праги, жители посёлка были обвинены в укрывательстве чехословацких диверсантов, совершивших покушение, в связи с чем убиты или отправлены в концентрационные лагеря.

## Уничтожение деревни

Убитые мужчины Лидице. Историческая фотография

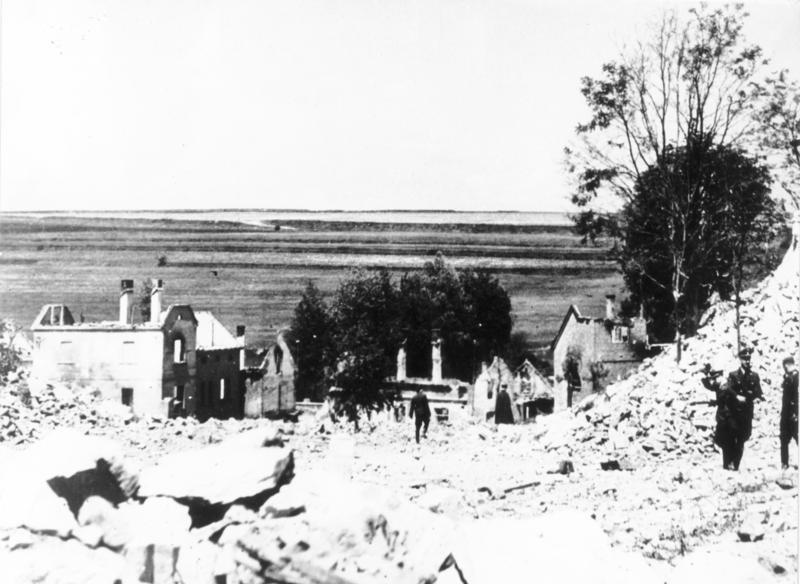
Разрушенные здания Лидице

9 июня 1942 года подразделения немецкой полиции (Гестапо, SD и OrPo под командованием офицеров специальной расследовательной комиссии SS и командующего Sipo в Праге) с помощью чешской жандармерии окружили Лидице и заблокировали все дороги в деревню из-за подозрения, что в деревне могли скрываться участники покушения на Гейдриха. Ночью всех  жителей Лидице согнали вместе.10 июня всё мужское население старше 15 лет (172 человека) было расстреляно, женщины (195 чел.) были отправлены в концентрационный лагерь Равенсбрюк (из них 52 погибли в лагере). Из 98 детей было оставлено 13 детей возрастом до одного года и годные для онемечивания. Остальные дети вместе с детьми из Лежаки были убиты в газовой камере в лагере смерти близ Хелмно. Все строения посёлка были сожжены и сровнены с землёй. К утру 11 июня посёлок Лидице представлял собой лишь голое пепелище. Несколькими днями позже подверглась разрушению деревня Лежаки близ Пардубице; все мужчины этой деревни также были убиты.

## Последующие события
Военнослужащие созданного в СССР 1-го отдельного чехословацкого пехотного батальона к 11 февраля 1943 года собрали 100 тысяч рублей. На эти деньги были построены два танка («Лидице» и «Лежаки»), названные по именам уничтоженных деревень.

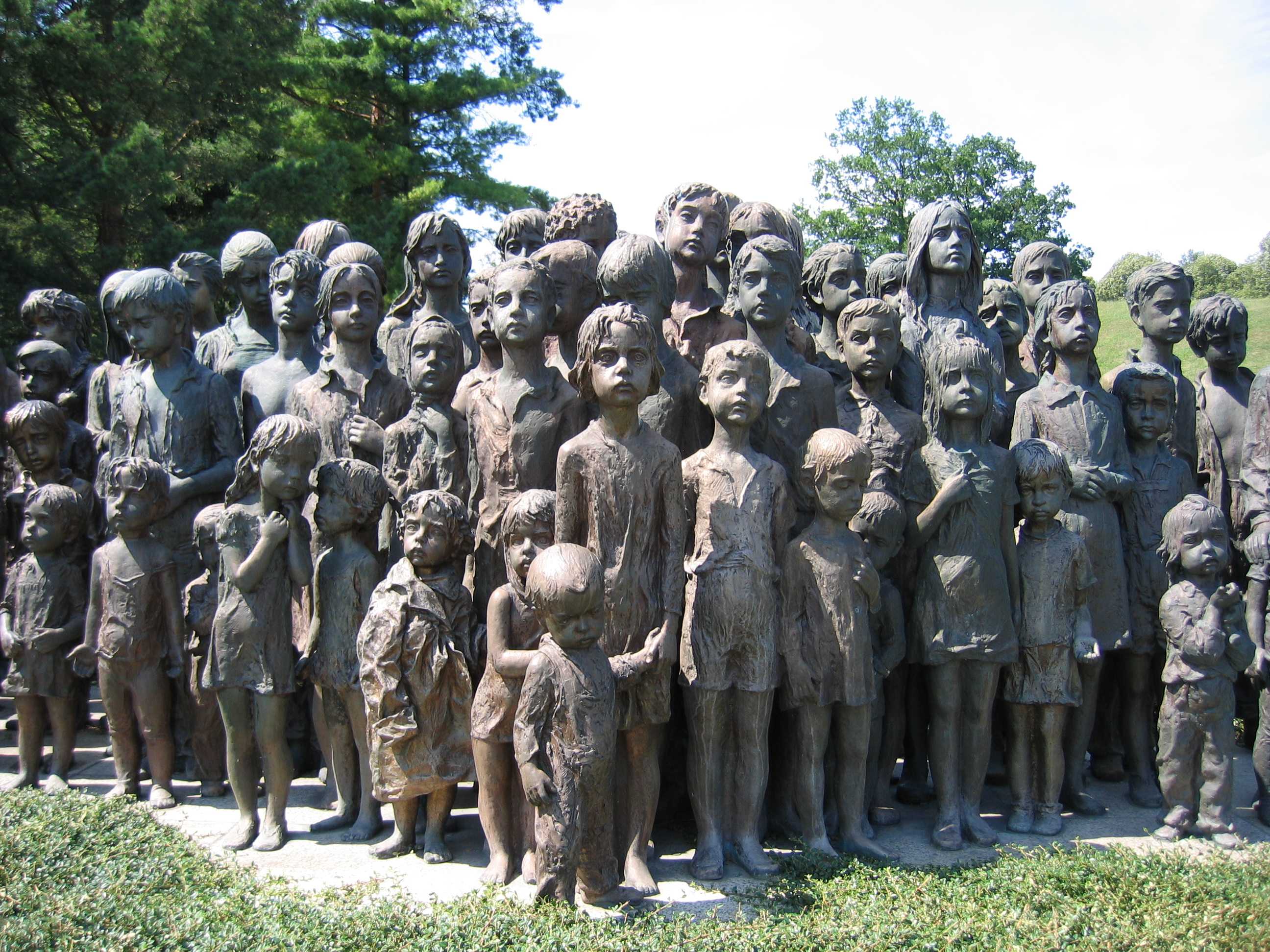
Памятник 82 убитым детям

В 1945 году на месте Лидице был построен музей. Рядом с ним — новый посёлок (выстроен в 1945—1949). Ныне в Лидице проводятся выставки искусства, посвящённые памяти жертв нацизма.
Трагедия в Лидице стала для многих призывом к борьбе с нацизмом, символом объединения антифашистских сил Европы. Некоторые города в Латинской Америке и США названы в честь Лидице; во многих европейских городах есть Лидицкие улицы.

## Память, отражение в культуре и искусстве
Чешский композитор Богуслав Мартину посвятил событиям в Лидице свою симфоническую поэму «Памятник Лидице» (1943).
В 1943 году в Великобритании был выпущен фильм «The Silent Village».
После окончания войны, на месте деревни был создан мемориал и грандиозный розарий из цветов, доставленных из 35 стран мира.
В 2011 году о событиях в Лидице вышел чешский фильм с Карелом Роденом и Зузаной Фиаловой.
В июле 2011 года одна из улиц азербайджанского посёлка Ашагы Агджакенд была переименована на улицу «Лидице» (азерб. Liditse küçəsi). В 2012 году здесь состоялось открытие памятника, посвящённого трагедии в Лидице.
В Латвийском посёлке Аудрини, также уничтоженном пособниками немецких оккупантов в 1942 году, имеется улица Lidicas, наряду с улицей Krasuhas, названной в честь уничтоженной во время 2-й Мировой Войны деревни Красуха.

## Организаторы и исполнители
Карл Герман Франк был арестован американцами и 7 августа передан чехам. 21 мая 1946 был приговорён к смертной казни и повешен. Макс Рошток был арестован американцами, но позднее бежал. В 1948 арестован французами и выдан Чехии. В августе 1951 года чешский суд приговорил его к смертной казни. Позже приговор был заменён на пожизненное тюремное заключение. В 1960 был выслан в ФРГ.

## Население
| 1869 | 1880 | 1890 | 1900 | 1910 | 1921 | 1930 | 1950 | 1961 |
| ---- | ---- | ---- | ---- | ---- | ---- | ---- | ---- | ---- |
| 282  | ↗346 | ↗406 | ↗431 | ↘414 | ↗427 | ↗446 | ↘149 | ↗478 |
| 1970 | 1980 | 1991 | 2001 | 2014 | 2016 | 2017 | 2018 | 2019 |
| ↗507 | ↗509 | ↘449 | ↘428 | ↗489 | ↗538 | ↗565 | ↘563 | ↗581 |
| 2020 | 2021 | 2021 | 2022 | 2023 | 2024 | 2025 |      |      |
| ↘579 | ↘569 | ↘535 | ↗555 | ↗561 | ↗566 | ↘554 |      |      |

## Города-побратимы
- Ковентри, Великобритания (1947)[24]